# Otello Catania
Otello Catania (Cesena, 21 febbraio 1951) è un dirigente sportivo ed ex calciatore italiano, di ruolo ala.

## Carriera

### Giocatore

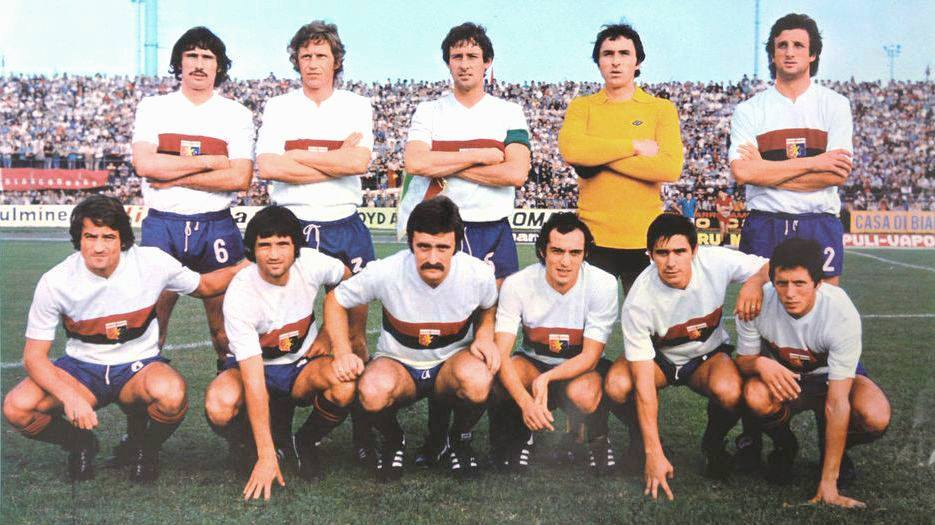
Catania (accosciato, primo da destra) nel Genoa 1975-1976

Cresciuto nella Polisportiva Rumagna, club del cesenate, viene ingaggiato nel 1970 dal Cesena, club di Serie B.
Con i bianconeri milita tre stagioni tra i cadetti, ottenendo la promozione in massima serie grazie al secondo posto ottenuto nella Serie B 1972-1973. 
L'esordio in Serie A con i romagnoli è datato 10 febbraio 1974, nella vittoria casalinga per 1-0 contro il Milan, mentre la prima rete la segna il 3 marzo dello stesso nella vittoria per 2-0 contro il Foggia. Con il sodalizio cesenate Catania gioca due stagioni in massima serie, marcando 33 presenze e segnando 3 reti, ottenendo due permanenza di categoria.
Nel 1975 è ingaggiato dal Genoa, per essere il titolare del centrocampo. Perde però il posto fisso in squadra a causa dell'ingaggio da parte dei rossoblù di Bruno Conti, giocatore in prestito dalla Roma. Con il sodalizio genovese vince la Serie B 1975-1976, ottenendo la promozione in massima serie. La stagione seguente passa alla Sambenedettese, società di Serie B. In riva al Tronto Catania milita tre stagioni tra i cadetti, ottenendo in tutte e tre le annate piazzamenti a metà classifica.
Nel 1979 passa al Forlì, club di terza serie. Nella prima stagione in biancorosso Catania sfiora con il suo club la promozione tra i cadetti, chiudendo la stagione al terzo posto nel girone A, a un punto dal Rimini promosso. Nelle altre due stagioni di militanza tra i forlivesi si concludono con piazzamenti a metà classifica.

### Dopo il ritiro
Dopo aver ricoperto il ruolo di coordinatore del settore giovanile della Federazione Sammarinese Giuoco Calcio, fino all'aprile del 2009 Catania ha rivestito l'incarico di responsabile tecnico delle giovanili del Cesena.

## Palmarès
- Campionato italiano di Serie B: 1

Genoa: 1975-1976